# 行健亭
行健亭位于中华人民共和国江苏省南京市玄武区钟山风景区内中山陵西南隅道路旁，陵园路与翁仲路交汇处，为中山陵附属纪念性建筑，供谒陵游人休息，其名取自《易经》“天行健，君子以自强不息”。该建筑由广州市政府捐建，赵深设计，王竞记营造厂承建，采用钢筋水泥构筑，落成于1933年夏，为边长9.3米、高12米的方亭，四角均用4根方柱支撑，柱子饰以红漆，重檐攒尖顶上覆以蓝琉璃瓦，内部横梁、额枋、藻井和雀替均饰以彩绘。